# Берлинское путешествие Моцарта

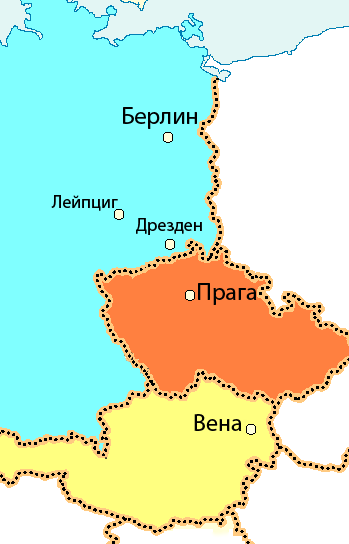
Вена и города, посещенные Моцартом: Прага, Дрезден и Берлин. Страны обозначены в соответствии с их современными границами: Австрия (жёлтый), Чехия (оранжевый) и Германия (голубой).

Берлинское путешествие — одно из самых последних концертных турне композитора Вольфганга Амадея Моцарта, в которое он отправился весной 1789 года. В ходе этой поездки Моцарт посетил Прагу, Лейпциг, Потсдам и Берлин.

## Повод к поездке
Весной 1789 года друг и ученик Моцарта, князь Карл Лихновский, собираясь в поездку по делам в Берлин, предложил Моцарту бесплатное место в своём экипаже, на что Моцарт с радостью согласился. Прусский король Фридрих Вильгельм II был большим любителем музыки, и его возможное покровительство пробудило в Моцарте надежду заработать достаточно денег, чтобы расплатиться с долгами, столь тяготящими его. У Моцарта не было денег даже на дорожные расходы: он был вынужден просить взаймы 100 флоринов у своего друга Франца Хофдемеля.

### Отправление
Отъезд из Вены последовал 8 апреля 1789 года. За день до отъезда (7 апреля) во дворце у князя Эстерхази была исполнена моцартовская обработка Мессии (K.572) Генделя. 10 апреля, на страстную пятницу, в полдень, они прибыли в Прагу. Почти никого из своих старых друзей Моцарт дома не застал — Жозефа Душек уехала в Дрезден. Зато у театрального импресарио Гуардазони, для которого Моцарт двумя годами ранее написал «Дон Жуана», он договорился о контракте на сочинение новой оперы для Пражского сословного театра за 200 дукатов гонорара и 50 дукатов проездных. Однако, в этом же году Гуардазони уехал в Варшаву, и этот контракт никогда не был выполнен. От одного своего знакомого Моцарт узнал, что король Фридрих Вильгельм узнал о приезде Моцарта в Берлин, и уже ждёт его.

## Города маршрута

### Дрезден

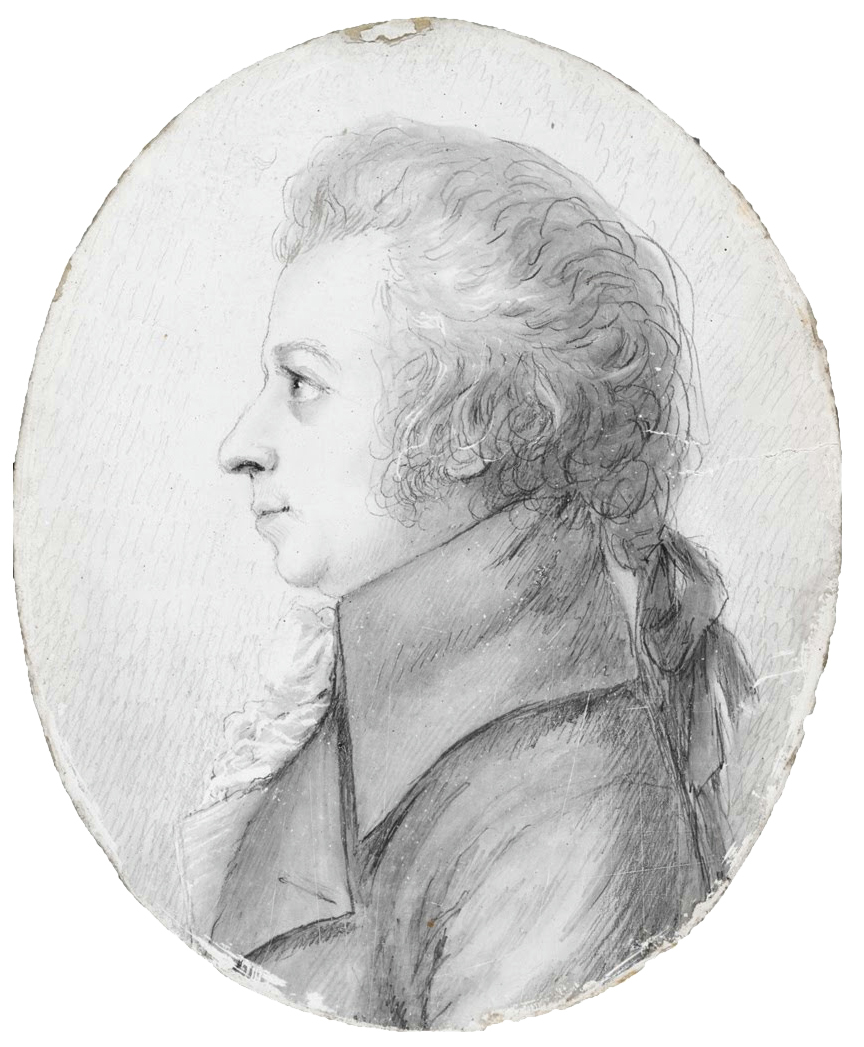
Портрет Моцарта работы Дорис Шток

12 апреля они прибыли в Дрезден, где Моцарт сразу же после приезда посетил Жозефу Душек, которая жила в семье Иоганна Леопольда Ноймана, игравшего важную роль в литературной и музыкальной жизни Дрездена. Нойман ввёл Моцарта в дрезденские музыкальные круги. Здесь следует отметить старшего апелляционного советника Христиана Готфрида Кёрнера, хорошего друга Фридриха Шиллера. Моцарт неоднократно бывал в доме Кёрнера; во время одного из визитов, за импровизацией, Моцарт даже забыл об обеде. Здесь же свояченица Кёрнера Дорис Шток сделала свой известный рисунок Моцарта серебряным карандашом.
13 апреля в квартире, где жил Моцарт, состоялся квартетный вечер, на котором, кроме квартетов, Жозефа Душек исполнила арии из «Свадьбы Фигаро» и «Дон Жуана». На следующий день, вечером 14 апреля у курфюрста Фридриха Августа III состоялся концерт, на котором Моцарт сыграл свой новый концерт для фортепиано Ре мажор (K.537), и на следующий день получил в подарок красивую табакерку. 15 апреля Моцарт был на обеде у русского посла Александра Михайловича Белосельского, после чего участвовал в соревновании по игре на органе и победил в нём эрфуртского органиста Иоганна Вильгельма Гесслера. Путешественники покинули Дрезден 18 апреля и направились в Лейпциг.

### Лейпциг
Прибыв в Лейпциг 20 апреля, Моцарт познакомился с кантором церкви святого Фомы, бывшим учеником Баха, Иоганном Фридрихом Долесом. 22 апреля, там же, в церкви святого Фомы, Моцарт играл на органе перед многими прихожанами. При этом Долес и тогдашний органист Гёрнер стояли рядом с ним и переключали регистры. Долес был настолько восхищен игрой Моцарта, что ему казалось, будто воскрес его учитель, Иоганн Себастьян Бах. В знак благодарности за игру на органе, Долес со своим хором мальчиков исполнил для Моцарта мотет Баха «Singet dem Herrn ein neues Lied» (BWV 225). При этом, согласно Рохлицу, после исполнения мотета, Моцарт якобы воскликнул: «Вот ведь есть же еще нечто, откуда можно кое-чему научиться», а затем попросил ноты остальных мотетов, для изучения.

### Потсдам и Берлин
22 или 23 апреля Моцарт выехал в Потсдам, где находилась резиденция короля. Фридрих Вильгельм II знал и любил музыку Моцарта, в особенности — его квартеты. Однако несмотря на благосклонность короля, Моцарт столкнулся с интригами придворных музыкантов, особенно — придворного капельмейстера Дюпора. Несмотря на это, Моцарт был приглашен играть на придворных концертах перед королём.
8 мая Моцарт на некоторое время вернулся к своим друзьям в Лейпциг, где 12 мая по их настоянию он дал концерт. Концертная программа состояла исключительно из музыки Моцарта: фортепиано концерты К.456 и К.503, два арии для сопрано (К.505, К.528), которые исполнила Жозефа Душек, фантазия для фортепиано К.475 и две неизвестные симфонии. Концерт, организованный в короткие сроки, в финансовом плане оказался неудачным: половина посетителей пришла по контрамаркам. Моцарт пишет домой, что «с точки зрения аплодисментов и славы этот концерт был абсолютно великолепен, но прибыль была скудной». Князь Лихновский, который путешествовал с Моцартом всё это время, покинул Лейпциг в середине мая, уехав в Вену, и дальше Моцарт путешествовал один. Моцарт задержался в Лейпциге до 17 мая. Его задержка была вызвана, в частности, нехваткой лошадей, доступных для путешествий.

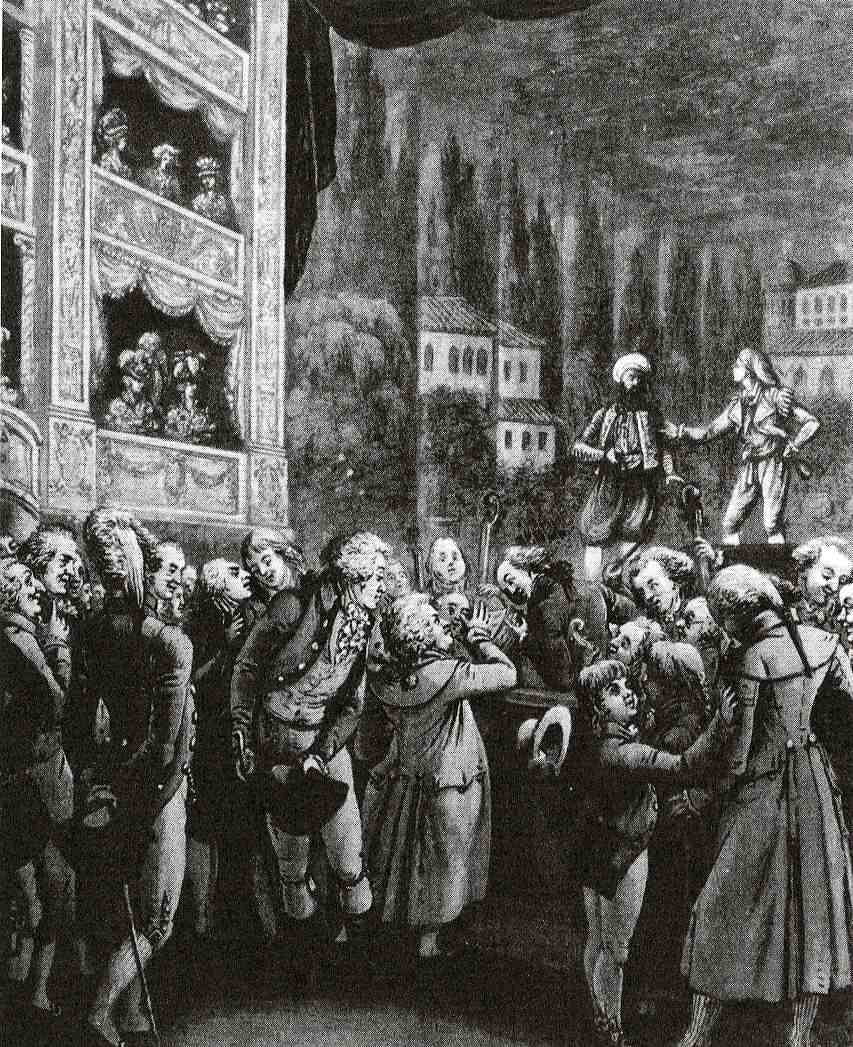
Гравюра, изображающая Моцарта (в центре) на посещении представления своей оперы «Похищение из сераля» в Берлине

Моцарт вернулся в Берлин 19 мая. В тот же вечер он побывал в Национальном театре на представлении своей оперы «Похищение из сераля». С этим представлением связан исторический анекдот, который может иметь под собой реальную основу: якобы, Моцарт сел рядом с оркестром, и во время арии Педрильо (№ 13), когда вторая скрипка сыграла Ре-диез вместо Ре, Моцарт будто бы воскликнул: «Извольте брать Ре, черт возьми!». Его узнали в конце акта пригласили на сцену, при этом исполнительница роли Блонды взяла с него обещание пройти вместе с ней роль.
Согласно другому анекдоту, у Моцарта в театре произошла встреча с 16-летним Людвигом Тиком. Якобы, Тик пришел в театр задолго до начала представления, и увидел маленького подвижного человека, который раскладывал партии по пюпитрам. У них завязался разговор о театре и опере, причем Тик в конце концов выразил восхищение искусством Моцарта. «Итак, вы часто слушаете оперы Моцарта и любите их? — спросил незнакомец, — это очень мило с вашей стороны, молодой человек». Во время беседы театр наполнялся, и в конце концов этого человека позвали на сцену. Только тогда Тик понял, что общался с самим Моцартом.
23 мая одиннадцатилетний ученик Моцарта Иоганн Гуммель давал в Берлине концерт, не зная о присутствии на нём своего учителя. Когда он обнаружил Моцарта среди слушателей, то после того, как закончил играть, кинулся к Моцарту, и, нежно приветствуя, обнял его. 26 мая Моцарт играл перед королевой. Историю о том, будто бы в Берлине Моцарт получил приглашение стать во главе придворной капеллы с содержанием в 3 тысячи талеров, музыковеды относят к области фантазии, как и сентиментальную причину отказа — будто бы из уважения к Иосифу II. Тем не менее, король подарил Моцарту 100 фридрихсдоров (около 900 флоринов) и сделал заказ на шесть простых фортепьянных сонат для своей дочери и шесть струнных квартетов для себя самого. Однако, с этим заказом не всё ясно: единственный источник, в котором говорится о том, что Моцарт «тем временем пишет» или «напишет» — письмо Пухбергу, которое Моцарт писал с 12 по 14 июля 1789 года, но там Моцарт говорит не о заказе, а о своем намерении написать эти произведения.
28 мая Моцарт отправился в обратный путь через Дрезден и Прагу, и вернулся в Вену 4 июня.

## Итоги поездки
Несмотря на всю тщательность стараний Моцарта, итоги поездки, как в финансовом, так и в творческом плане, были скудны. Даже он сам находил свою поездку в Германию неудачной по итогам. Причины этого он приводит в своём письме Констанции от 23 мая 1789 года:

[…] Во-вторых, Лихновский, поскольку он должен был спешить, рано покинул меня, и я, следовательно, был вынужден в этом дорогом Потсдаме тратиться самостоятельно; в-третьих, я оказался вынужден одолжить ему 100 флоринов, так как его кошелёк отощал. Отказать ему было неудобно. Ты знаешь почему. В-четвертых, академия в Лейпциге, как я всегда говорил, плохо удалась, следовательно, я почти напрасно проделал 32 мили и обратный путь […] — Здесь на одной академии много не заработаешь, и во-вторых, королю это не нравится.

### Проделанный путь
От Вены до Берлина Моцарт проделал путь, примерно равный 625 километрам. Ниже приведены дорожные расстояния между городами:
- Вена-Прага — 251 км.
- Прага-Дрезден — 118 км.
- Дрезден-Лейпциг — 102 км.
- Лейпциг-Берлин — 153 км.